# گالینا استاروویتوا
گالینا استاروویتوا (به روسی :Гали́на Васи́льевна Старово́йтова) مخالف دولت اتحاد جماهیر شوروی سوسیالیستی، سیاستمدار و مردم نگار روس بود. او برای فعالیت‌هایش در حمایت از اقلیت‌های قومی و ترویج اصلاحات دموکراتیک در روسیه شناخته شده است. استاروویتوا در آپارتمانش به ضرب گلوله به قتل رسید.

## جایزه و آرامگاه

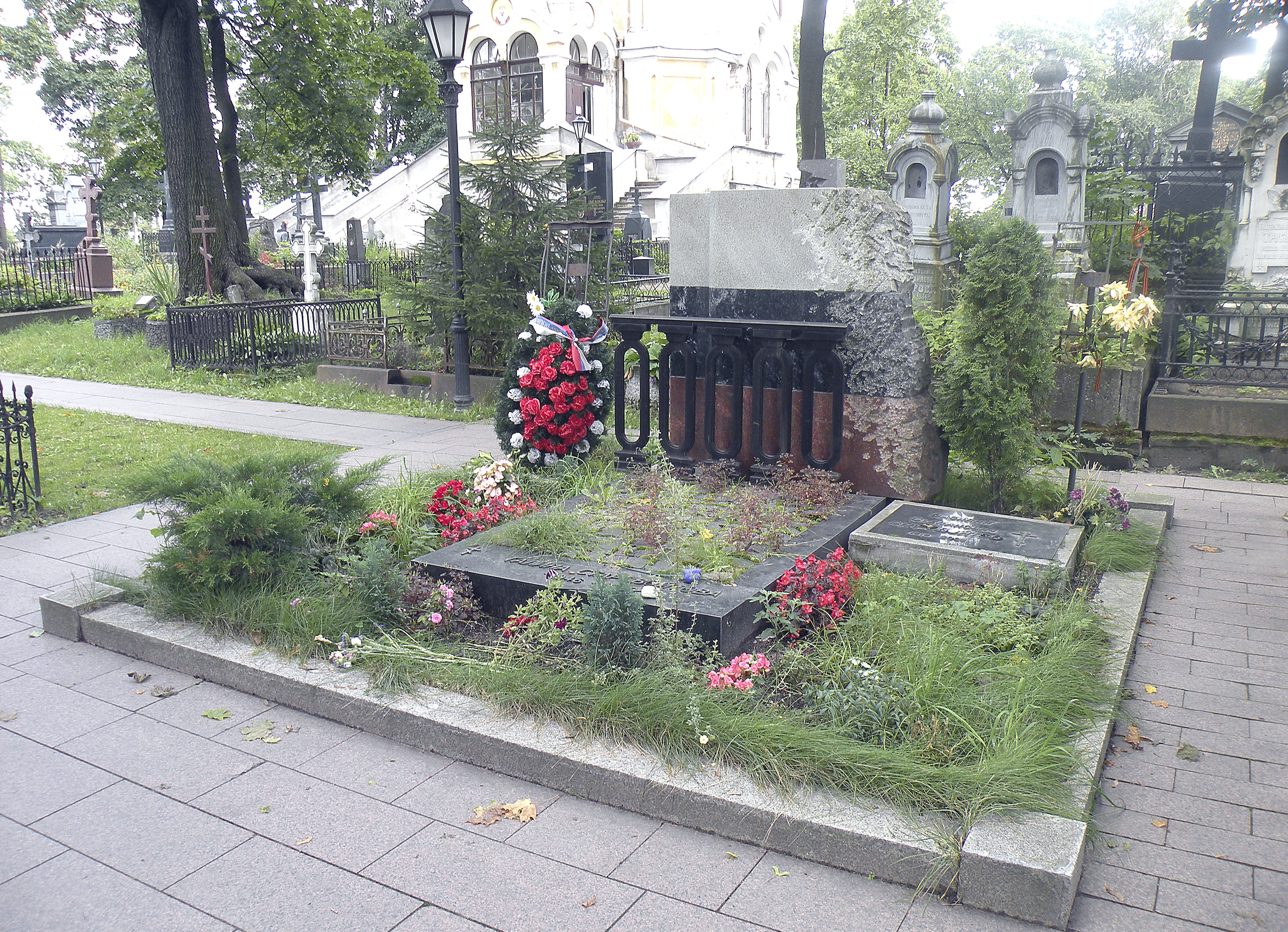
سنگ قبر مقبره استاروویتووا در قبرستان نیکلسویای الکساندر نوسکی لاورا در سن پترزبورگ، ۲۰۰۹

اندکی قبل از مرگ، گالینا استاروویتووا جایزه ای «برای کمک به حمایت از حقوق بشر و تحکیم دموکراسی در روسیه» ایجاد کرد.
این جایزه توسط ایرینا توماسون و صندوق حمایت از حقوق کودکان و زنان حمایت می‌شود.
استاروویتووا در یک مقبره برجسته در گورستان نیکلسکو در الکساندر نوسکی لاورا در سن پترزبورگ دفن شد. این بنای تاریخی یک پرچم پاره شده روسیه را به تصویر می‌کشد و به‌طور مشخص از آسفالت محلی که در آنجا ترور شده است برای پوشاندن قبر استفاده می‌کند.